# Phylloptera alliedea
Phylloptera alliedea är en insektsart som beskrevs av Andrew Nelson Caudell 1906. Phylloptera alliedea ingår i släktet Phylloptera och familjen vårtbitare. Inga underarter finns listade i Catalogue of Life.